# Ким Сокчин
Ким Сокчин (кор. 김석진?, 金碩珍?; род. 4 декабря 1992, Квачхон, Кёнгидо), более известный как Чин — южнокорейский певец и автор песен. Является самым старшим участником и вокалистом бой-бэнда BTS. Согласно данным Корейской ассоциации звукозаписывающих компаний (KOMCA), Чин является автором 15 композиций в дискографии группы.

## Ранняя жизнь и образование
Ким Сокчин родился 4 декабря 1992 года в Квачхоне, провинция Кёнгидо, Республика Корея. У него в семье, помимо родителей, есть старший брат.
22 февраля 2017 года Чин окончил университет Конкук по специальности искусства и актёрства. Поступил в университет Ханянг, чтобы продолжить изучение других областей деятельности помимо музыки.. Позже он поступил в аспирантуру Кибер-университета Ханьян, чтобы продолжить обучение в других областях, помимо музыки.

## Карьера

### 2013—настоящее время: Дебют в BTS и начинания в карьере

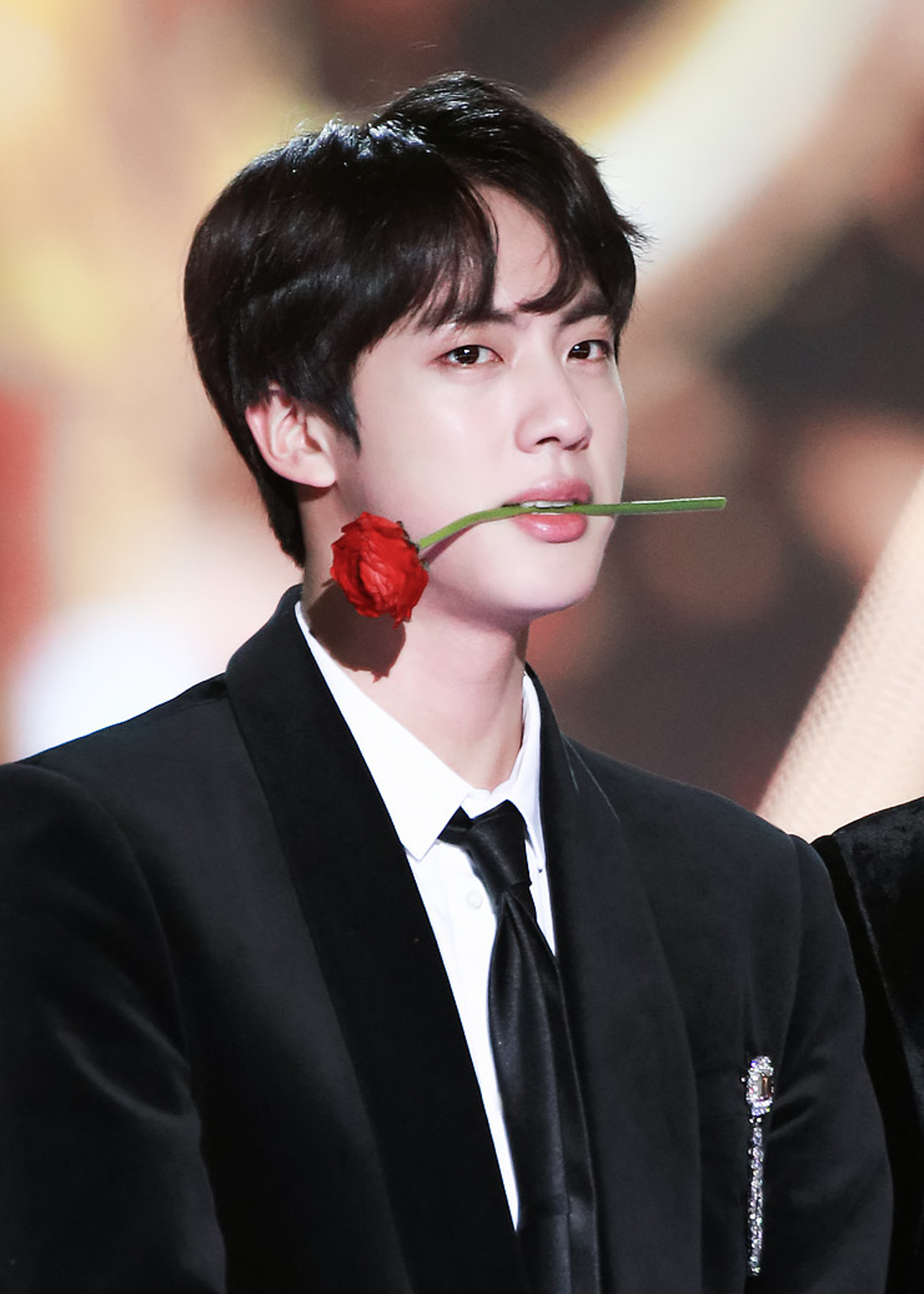
Чин на Seoul Music Awards, январь 2018 года

Впервые Чина заметили, пока он шёл по улице, и предложили пройти прослушивание в Big Hit Entertainment; в то время он учился на актёра. 13 июня 2013 года он дебютировал как один из четырёх вокалистов в бой-бэнде BTS с синглом «No More Dream». Несмотря на то, что Чин и ранее занимался написанием песен, впервые он стал сопродюсером в 2016 году для своей сольной композиции «Awake» с альбома Wings. Песня достигла 17 места в чарте скачиваний Gaon и 6 позиции в цифровом сингловом чарте Billboard. В декабре специальная рождественская версия была опубликована на SoundCloud.
9 августа 2018 года был опубликован трейлер к предстоящему альбому BTS, интро для которого исполнил Чин. Редакторы Billboard описали композицию как «строящуюся поп-рок мелодию», текст затрагивал концепцию принятия себя таким, какой ты есть и любовь к себе. Песня достигла 28 места в чарте скачиваний и 4 строчки в цифровом сингловом чарте Billboard. В октябре Чин вместе с остальными участниками группы получил Орден «За заслуги в культуре» пятого класса от Президента Республики Корея.

### 2015—настоящее время: Сольная деятельность

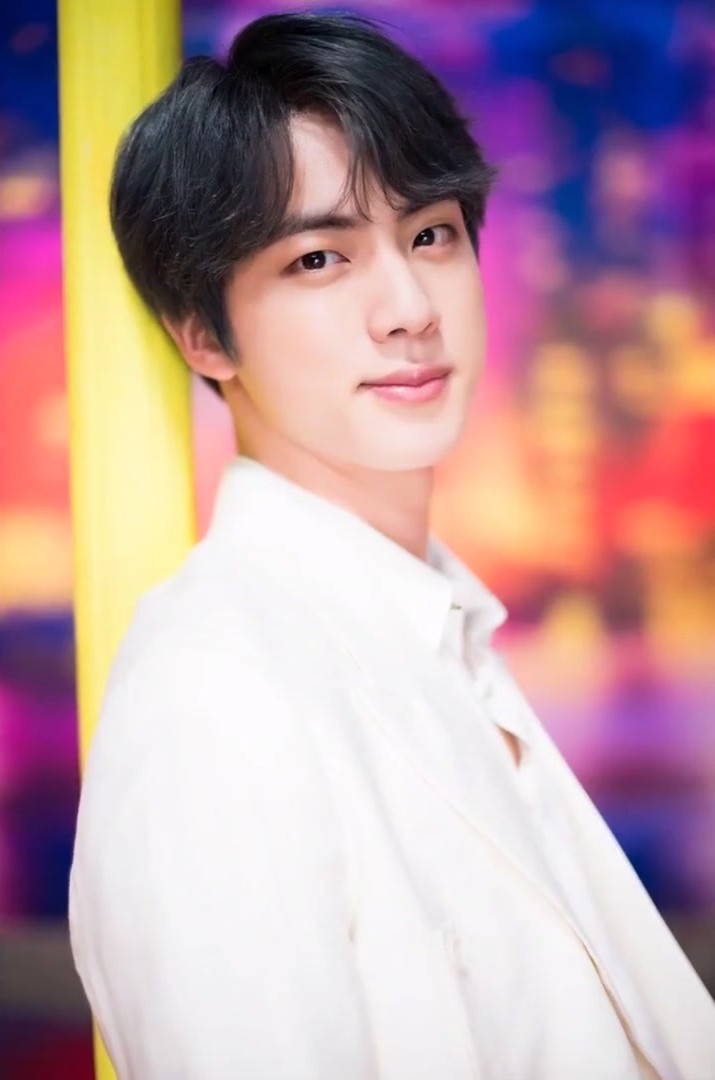
Чин на съёмках музыкального клипа «Boy with Luv», март 2019

Вместе с одногруппником Ви в декабре 2016 года он выпустил сингл «It’s Definitely You» специально для дорамы «Хваран: Начало». В 2017 году принял участие в записи альтернативной версии «So Far Away» с микстейпа Сюги вместе с Джонгуком в честь четвёртой годовщины BTS. Сольные каверы Джина включают в себя «Mom» Ra.D, «I Love You» Mate и «In Front Of The Post Office In Autumn» Юн До Хёна, оригинал которой был выпущен в 1994 году. Все композиции были выпущены на SoundCloud. Ким также неоднократно являлся ведущим различных шоу, в том числе был соведущим на Music Bank.
В 2018 году вместе со своим братом он открыл в Сеуле ресторан японской кухни. В том же году попал в список «Самых предпочитаемых айдолов» по версии Института Гэллапа, расположившись на 11 месте.
4 июня 2019 года Чин выпустил свою первую независимую песню «Tonight» через SoundCloud в рамках празднования шестой годовщины дебюта BTS. Акустическая баллада была написана Чином и продюсерами Big Hit Slow Rabbit и Hiss Noise. Написанная Чином и его одногруппником RM, текст песни вдохновлен отношениями Чина со своими домашними животными. Трек был встречен в целом положительно, с похвалой за вокал Чина и успокаивающую атмосферу песни.
Чин выпустил свою вторую независимую песню «Abyss» на SoundCloud и YouTube 3 декабря 2020 года. Акустическая баллада, вдохновленная его чувствами тревоги, сомнений и эмоционального выгорания, Чин написал трек в соавторстве с RM и звукозаписывающими продюсерами Bumzu и Pdogg.
В октябре 2021 года Чин спел главную тему телесериала «Чирисан» телеканала tvN. Релиз сингла под названием «Yours» сопровождался видеоклипом с кадрами из шоу. 4 декабря Чин выпустил короткую песню «Super Tuna» в стиле трот через SoundCloud в качестве подарка фанатам в честь своего 29-летия.
21 октября 2022 года синглы Чина «Tonight», «Abyss» и «Super Tuna» стали доступны на стриминговых сервисах по всему миру в качестве официальных синглов. Впоследствии все три песни одновременно заняли тройку лидеров мирового чарта цифровых продаж песен от 5 ноября, что сделало Чина третьим солистом в истории чарта, сделавшим это. 28 октября Чин выпустил свой дебютный сольный сингл «The Astronaut», который он написал в соавторстве с британской рок-группой Coldplay, и сопровождающее музыкальное видео. Позже в тот же день он исполнил песню вживую с группой в аргентинском Буэнос-Айресе, во время их турне; шоу транслировалось в прямом эфире в кинотеатрах по всему миру более чем в 70 странах. Сингл принес Чину его первую сольную запись в Billboard Hot 100 под 51-м номером и третье место в мировом чарте. 13 декабря 2022 по 12 июня 2024 года проходил военную службу в уезде Йончхон в провинции Кёнгидо. Через день, 13 июня, после окончания службы, Чин на ежегодном мероприятии «Festa» обнял тысячу фанатов, которые ранее выиграли возможность получить объятия от певца. 14 июля принимал участие в эстафете Олимпийского огня Игр XXXIII Олимпиады в Париже, которые проходят с 26 июля по 11 августа. 7 августа стал глобальным представителем бренда Gucci.

## Благотворительность
В декабре 2018 года, в честь своего Дня рождения исполнитель сделал пожертвование в виде корма, покрывал и угощений в Корейскую организацию защиты животных. В тот же день он отправил 321 килограмм корма в организацию Защитников прав животных Кореи (KARA).

## Дискография

### Песни, попавшие в чарты
| Название                                                                        | Год                | Пиковая позиция в чартах | Пиковая позиция в чартах | Пиковая позиция в чартах | Пиковая позиция в чартах | Пиковая позиция в чартах | Пиковая позиция в чартах | Пиковая позиция в чартах | Продажи                              | Альбом                              |
| Название                                                                        | Год                | KOR                      | KOR                      | US World                 | UK                       | SCT                      | FRA                      | HUN                      | Продажи                              | Альбом                              |
| Название                                                                        | Год                | Gaon                     | Hot 100                  | US World                 | UK                       | SCT                      | FRA                      | HUN                      | Продажи                              | Альбом                              |
| Как главный артист                                                              | Как главный артист | Как главный артист       | Как главный артист       | Как главный артист       | Как главный артист       | Как главный артист       | Как главный артист       | Как главный артист       | Как главный артист                   | Как главный артист                  |
| ------------------------------------------------------------------------------- | ------------------ | ------------------------ | ------------------------ | ------------------------ | ------------------------ | ------------------------ | ------------------------ | ------------------------ | ------------------------------------ | ----------------------------------- |
| «Awake»                                                                         | 2016               | 31                       | —                        | 6                        | —                        | —                        | —                        | —                        | KOR: 105,382                         | Wings                               |
| «Epiphany»                                                                      | 2018               | 30                       | 5                        | 4                        | 54                       | 60                       | 61                       | 30                       | US: 10,000+                          | Love Yourself 結 'Answer'           |
| «The Astronaut»                                                                 | 2022               | 40                       | —                        | 1                        | 61                       | —                        | —                        | 1                        | KOR: 1,040,155 US: 44,000 WW: 62,000 | Сингл вне альбома                   |
| Саундтреки                                                                      |                    |                          |                          |                          |                          |                          |                          |                          |                                      |                                     |
| «It’s Definitely You» (с Ви)                                                    | 2016               | 34                       | —                        | 8                        | —                        | —                        | —                        | —                        | KOR: 76,657+                         | Hwarang: The Poet Warrior Youth OST |
| «—» означает, что песня не попала в чарт или не была выпущена в данном регионе. |                    |                          |                          |                          |                          |                          |                          |                          |                                      |                                     |

### Другие песни
| Год  | Название                                 | Формат                      | Примечание                                                                       | Ссылка |
| ---- | ---------------------------------------- | --------------------------- | -------------------------------------------------------------------------------- | ------ |
| 2013 | «Adult Child»                            | Цифровая загрузка, стриминг | с АрЭмом и Сюгой                                                                 | [ 57 ] |
| 2016 | «Awake» (Christmas ver.)                 | Цифровая загрузка, стриминг | Рождественский ремикс композиции «Awake» с альбома Wings                         | [ 58 ] |
| 2017 | «So Far Away (Suga, Jin, Jungkook ver.)» | Цифровая загрузка, стриминг | с Сюгой и Джонгуком; переизданная версия, оригинал был записан совместно с Суран | [ 59 ] |

### Участие в написании песен
| Год  | Артист | Альбом                                           | Песня                       |
| ---- | ------ | ------------------------------------------------ | --------------------------- |
| 2013 | BTS    | 2 Cool 4 Skool                                   | «Outro: Circle Room Cypher» |
| 2015 | BTS    | The Most Beautiful Moment in Life, Part 1        | «Outro: Love Is Not Over»   |
| 2015 | BTS    | The Most Beautiful Moment in Life, Part 1        | «Boyz with Fun»             |
| 2016 | BTS    | The Most Beautiful Moment in Life: Young Forever | «Love Is Not Over»          |
| 2016 | BTS    | Wings                                            | «Awake»                     |

## Фильмография

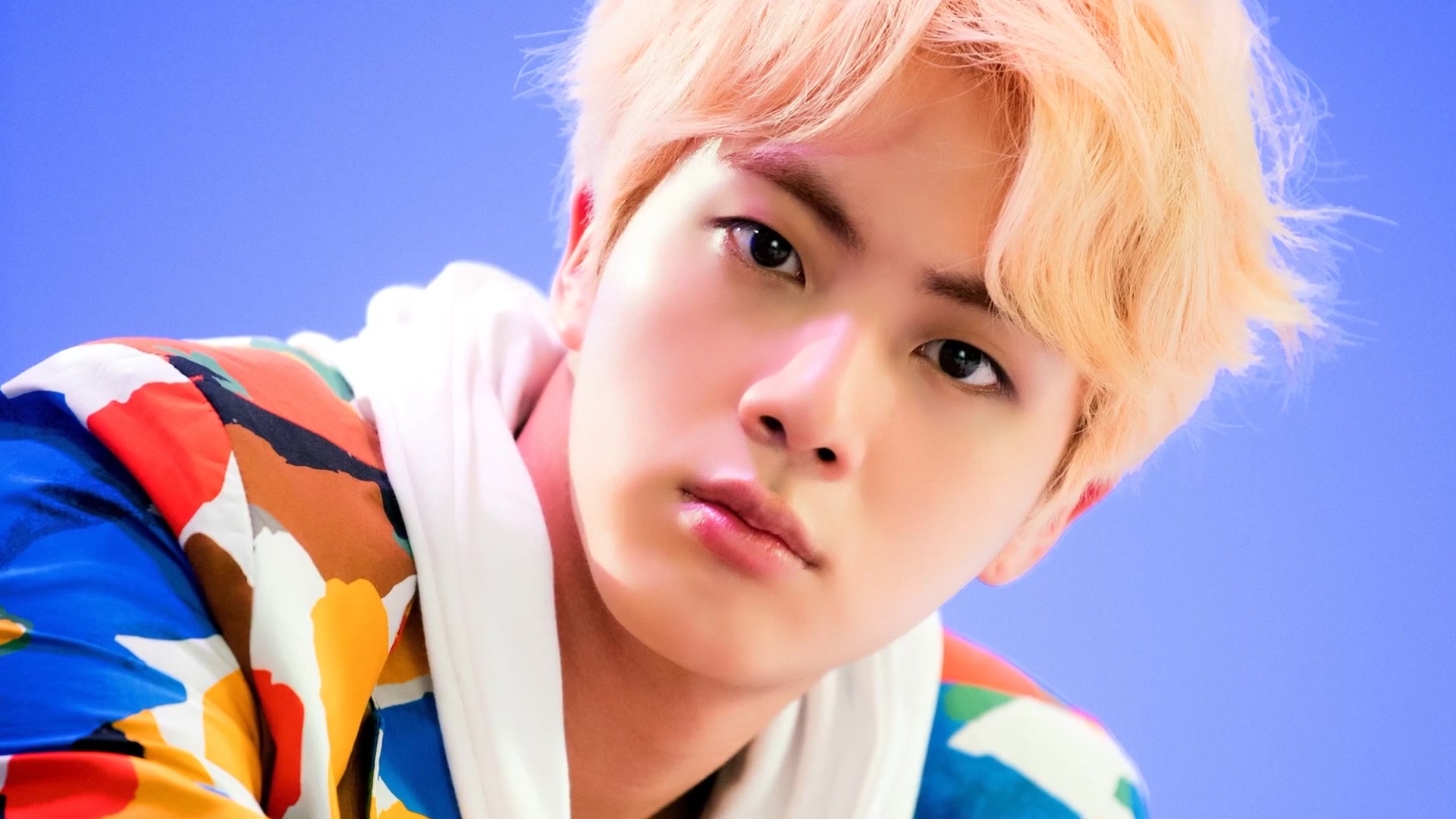
Ким на съемках музыкального клипа «Idol», 19 июля 2018 года.

| Год  |   | Русское название                      | Оригинальное название  | Роль               |
| ---- | - | ------------------------------------- | ---------------------- | ------------------ |
| 2018 | ф | Зажги сцену: Кино                     | Burn The Stage: Movie  | В роли самого себя |
| 2019 | ф | BTS World Tour: Love Yourself в Сеуле | Love Yourself in Seoul | В роли самого себя |

### Трейлеры и маленькие фильмы
| Год  | Название   | Продолжительность | Режиссёр(ы)           | Ссылка |
| ---- | ---------- | ----------------- | --------------------- | ------ |
| 2016 | «Awake #7» | 5:19              | Чхве Ён Сок (Lumpens) | [ 60 ] |
| 2018 | «Epiphany» | 4:21              | Чхве Ён Сок (Lumpens) | [ 61 ] |

### Телевизионные программы
| Год  | Программа                    | Роль               | Примечание                                                                                 | Ссылка |
| ---- | ---------------------------- | ------------------ | ------------------------------------------------------------------------------------------ | ------ |
| 2016 | Inkigayo                     | Ведущий            | с АрЭмом, Кей и Мичжу (Lovelyz)                                                            | [ 62 ] |
| 2016 | M Countdown                  | Ведущий            | с Чимином                                                                                  | [ 63 ] |
| 2017 | M Countdown                  | Ведущий            | с Чимином и Джей-Хоупом                                                                    | [ 64 ] |
| 2017 | Закон Джунглей в Кота Манадо | В роли самого себя | Эпизоды 247—251                                                                            | [ 65 ] |
| 2017 | KBS Song Festival            | Ведущий            | с Саной (Twice), Чханёлем, Айрин, Солой, Мингю (Seventeen), Йерин (GFriend) и Кан Даниэлем | [ 66 ] |
| 2018 | Music Bank                   | Ведущий            | с Сольбин (Laboum)                                                                         | [ 67 ] |
| 2018 | KBS Song Festival            | Ведущий            | с Дахён (Twice) и Чханёлем                                                                 | [ 68 ] |

## Награды и номинации

### Melon Music Awards
| Год  | Что номинировано                    | Номинация  | Результат | Ссылка |
| ---- | ----------------------------------- | ---------- | --------- | ------ |
| 2017 | «It’s Definitely You» (Hwarang OST) | Лучший OST | Номинация | [ 69 ] |

### Комментарии
1. ↑  Указаны жанры песен, исполняемых Чином сольно.
2. ↑  Встречается вариант написания Ким Сок Джин, но он не соответствует системе Концевича.